# Hermann Häfker
Hermann Häfker (ur. 1873, zm. 1939 w obozie koncentracyjnym Mauthausen) – niemiecki teoretyk filmowy, pisarz, tłumacz i esperantysta. Zaangażowany w ruch reformy kina niemieckiego.
Publikował m.in. w Der Kinematograph (od 1907) i Bild und Film (1912−1915). Jako jeden z pierwszych rozpoznał artystyczny potencjał kina.
W 1916 r. został powołany do wojska na dwuletnią służbę.  
Zmarł w 1939 r. w obozie koncentracyjnym Mauthausen, gdzie trafił jako więzień polityczny, sprzeciwiający się władzy Hitlera.

## Prace
- Kino und Kunst (1913)[4]
- Der Krieg und die Kinematographie (czteroczęściowy artykuł publikowany w Der Kunstwart od 1914 do 1915)[1].